# Pleuromamma borealis
Pleuromamma borealis is een eenoogkreeftjessoort uit de familie van de Metridinidae. De wetenschappelijke naam van de soort is voor het eerst geldig gepubliceerd in 1893 door Dahl F..